# 16e arrondissement de Marseille
Pour les articles homonymes, voir 16e arrondissement.
Le 16e arrondissement de Marseille est une des divisions administratives de la ville de Marseille, faisant partie du huitième secteur de Marseille. Il comprend 4 quartiers et 11 IRIS dont 10 IRIS d'habitation.
Il fait partie d'une plus vaste zone couramment appelée quartiers nord de Marseille.

## Quartiers

16e arrondissement de Marseille.

Il est divisé en 4 quartiers : L'Estaque, Les Riaux, Saint-André et Saint-Henri.

## Transports en commun
Cet arrondissement n'est desservi par aucune station de métro ni station de vélo. Seuls les bus (95, 96, 35 et 36) y accèdent. Du 29 avril 2017 au 1er octobre 2017, une navette maritime relie l'Estaque au Vieux Port. La ligne TER St Charles-Miramas-Côte Bleue traverse l'arrondissement, avec une station à la gare de l'Estaque, mais les trains sont rares.

## Démographie

### Évolution démographique
En 2022, l'arrondissement comptait 15 415 habitants.
| 1968   | 1975   | 1982   | 1990   | 1999   | 2006   | 2011   | 2016   | 2021   |
| ------ | ------ | ------ | ------ | ------ | ------ | ------ | ------ | ------ |
| 24 281 | 20 619 | 18 791 | 17 243 | 16 574 | 17 383 | 17 183 | 16 390 | 15 487 |

| 2022   | - | - | - | - | - | - | - | - |
| ------ | - | - | - | - | - | - | - | - |
| 15 415 | - | - | - | - | - | - | - | - |

### Population par quartier

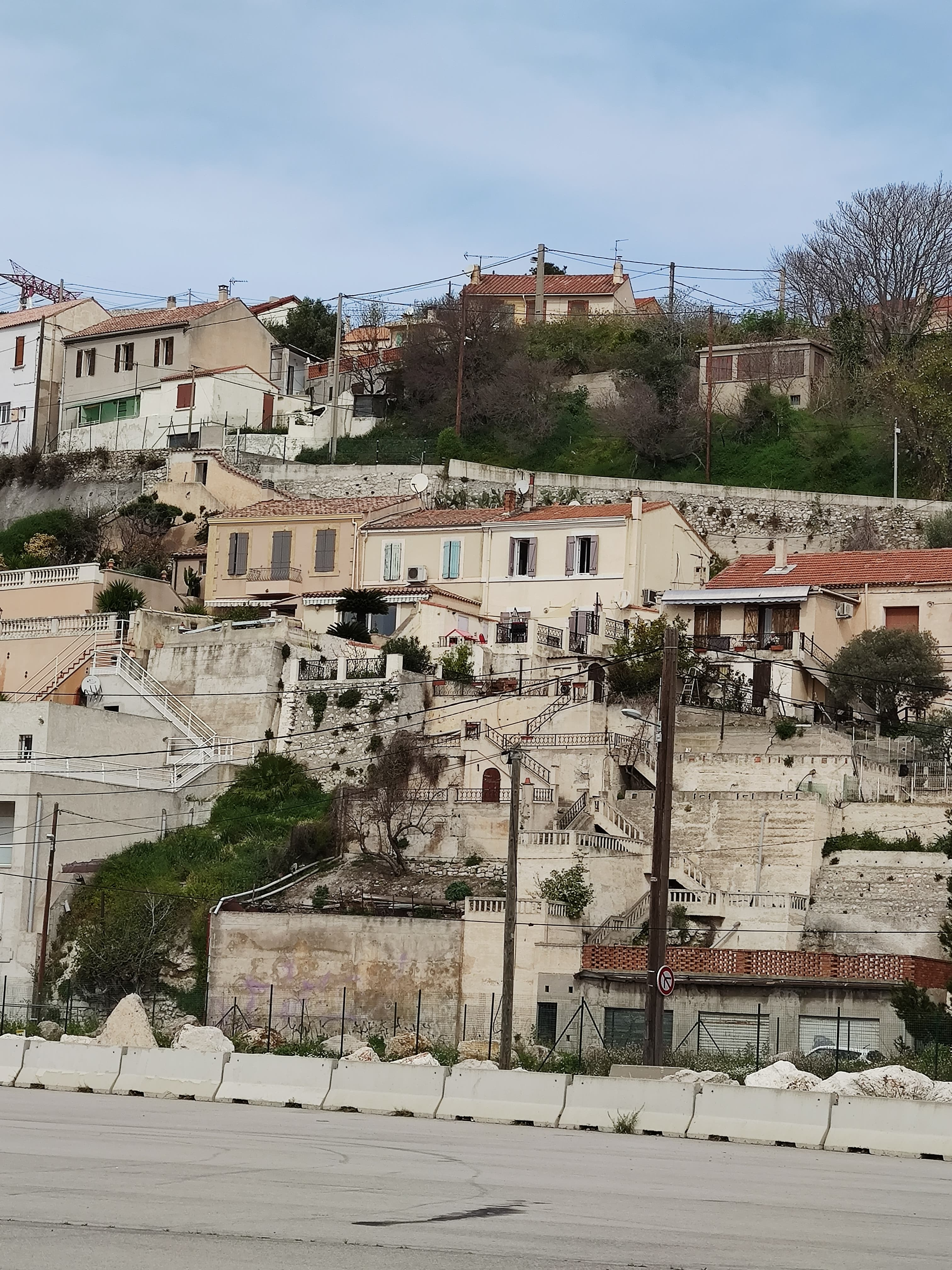
Les Riaux.

| quartier    | population 1990 | population 1999 | population 2006 |
| ----------- | --------------- | --------------- | --------------- |
| L'Estaque   | 6 271           | 5 994           | 6 010           |
| Les Riaux   | 906             | 787             | 733             |
| Saint-André | 4 666           | 4 009           | 5 012           |
| Saint-Henri | 5 424           | 5 718           | 5 628           |
| Total       | 17 267          | 16 508          | 17 383          |

### Éducation et formation
| Quartier        | 15 ans et + non scolarisés | total sans diplômes | % sans diplômes | total au moins BAC+3 | % au moins BAC+3 |
| --------------- | -------------------------- | ------------------- | --------------- | -------------------- | ---------------- |
| L'Estaque       | 4 575                      | 1 622               | 35,45 %         | 476                  | 10,40 %          |
| Les Riaux       | 577                        | 234                 | 40,55 %         | 42                   | 7,27 %           |
| Saint-André     | 3 242                      | 1 570               | 48,42 %         | 136                  | 4,18 %           |
| Saint-Henri     | 4 079                      | 1 437               | 35,24 %         | 245                  | 6,00 %           |
| Arrondissement  | 12 473                     | 4 863               | 38,99 %         | 898                  | 7,20 %           |
| Total Marseille | 590 908                    | 149 305             | 25,27 %         | 79 435               | 13,44 %          |

## Taux de chômage
| Quartier        | Population active | Nombre de chômeurs | Taux de chômage |
| --------------- | ----------------- | ------------------ | --------------- |
| L'Estaque       | 2 510             | 407                | 16,22 %         |
| Les Riaux       | 298               | 82                 | 27,52 %         |
| Saint-André     | 1 748             | 453                | 25,92 %         |
| Saint-Henri     | 2 315             | 453                | 19,57 %         |
| Arrondissement  | 6 871             | 1 395              | 20,30 %         |
| Total Marseille | 352 855           | 64 330             | 18,23 %         |

## Couverture maladie universelle complémentaire
La CMU complémentaire (CMU-C) est une complémentaire santé gratuite qui prend en charge ce qui n'est pas couvert par les régimes d'assurance maladie obligatoire. Elle est attribuée sous condition de (faibles) ressources.
Bénéficiaires de la CMU-C par IRIS en 2008.
| Quartier        | population couverte 2008 | bénéficiaires CMU-C 2008 | % bénéficiaires 2008 |
| --------------- | ------------------------ | ------------------------ | -------------------- |
| L'Estaque       | 5 891                    | 1 005                    | 17,06 %              |
| Les Riaux       | 941                      | 181                      | 19,23 %              |
| Saint-André     | 3 943                    | 1 290                    | 32,72 %              |
| Saint-Henri     | 5 444                    | 938                      | 17,23 %              |
| Arrondissement  | 16 219                   | 3 414                    | 21,05 %              |
| Total Marseille | 718 664                  | 132 156                  | 18,39 %              |

## Familles
Familles monoparentales et familles de 4 enfants au 1er janvier 2006
| Quartier             | familles | dont monoparentales | % familles monoparentales | familles de 4 enfants et + | % familles 4 enfants et + |
| -------------------- | -------- | ------------------- | ------------------------- | -------------------------- | ------------------------- |
| L'Estaque            | 1 707    | 320                 | 18,73 %                   | 42                         | 2,49 %                    |
| Les Riaux            | 184      | 34                  | 18,68 %                   | 5                          | 8,56 %                    |
| Saint-André          | 1 082    | 280                 | 25,89 %                   | 78                         | 7,20 %                    |
| Saint-Henri          | 1 485    | 325                 | 21,90 %                   | 54                         | 3,63 %                    |
| Total arrondissement | 4 457    | 959                 | 21,52 %                   | 179                        | 4,02 %                    |
| Total Marseille      | 213 538  | 46 568              | 21,81 %                   | 8 414                      | 3,94 %                    |

## Logements
| Quartier (au 8 mars 1999) | % locataires | % immeubles collectifs | % 4 pièces et plus |
| ------------------------- | ------------ | ---------------------- | ------------------ |
| L'Estaque                 | 39,42 %      | 44,11 %                | 44,76 %            |
| Les Riaux                 | 20,07 %      | 24,73 %                | 42,29 %            |
| Saint-André               | 55,09 %      | 48,99 %                | 37,83 %            |
| Saint-Henri               | 56,89 %      | 54,82 %                | 48,64 %            |
| Arrondissement            | 48,01 %      | 47,95 %                | 44,31 %            |
| Total Marseille           | 51,73 %      | 82,86 %                | 38,21 %            |

## Population par tranches d'âge
| Quartier (au 8 mars 1999) | % 0-19 ans | % 20-39 ans | % 40-59 ans | % 60-74 ans | % 75 ans et + |
| ------------------------- | ---------- | ----------- | ----------- | ----------- | ------------- |
| L'Estaque                 | 20,75 %    | 26,96 %     | 24,12 %     | 17,82 %     | 10,34 %       |
| Les Riaux                 | 23,51 %    | 30,88 %     | 21,73 %     | 15,37 %     | 8,51 %        |
| Saint-André               | 27,24 %    | 27,21 %     | 21,40 %     | 14,34 %     | 9,80 %        |
| Saint-Henri               | 25,18 %    | 27,49 %     | 23,61 %     | 14,32 %     | 9,39 %        |
| Arrondissement            | 23,99 %    | 27,39 %     | 23,17 %     | 15,65 %     | 9,80 %        |
| Total Marseille           | 23,16 %    | 28,67 %     | 24,84 %     | 14,18 %     | 9,16 %        |

## Économie

### Revenus de la population et fiscalité
En 2010, le revenu fiscal médian par ménage était de 23 151 €, ce qui plaçait le 16e arrondissement au 9e rang parmi les 16 arrondissements de Marseille.

## Résultats électoraux
| Scrutin             | Scrutin             | 1er tour | 1er tour  | 1er tour | 1er tour | 1er tour | 1er tour | 1er tour | 1er tour | 1er tour | 1er tour | 1er tour | 1er tour | 2d tour        | 2d tour        | 2d tour        | 2d tour        | 2d tour        | 2d tour        |
| Scrutin             | Scrutin             | 1er      | 1er       | %        | 2e       | 2e       | %        | 3e       | 3e       | %        | 4e       | 4e       | %        | 1er            | 1er            | %              | 2e             | 2e             | %              |
| ------------------- | ------------------- | -------- | --------- | -------- | -------- | -------- | -------- | -------- | -------- | -------- | -------- | -------- | -------- | -------------- | -------------- | -------------- | -------------- | -------------- | -------------- |
| Présidentielle 2017 | Présidentielle 2017 |          | LFI       | 36,98    |          | FN       | 29,16    |          | EM       | 15,10    |          | LR       | 8,20     |                | EM             | 58,21          |                | FN             | 41,79          |
| Présidentielle 2022 | Présidentielle 2022 |          | LFI       | 41,46    |          | RN       | 24,76    |          | LREM     | 14,54    |          | REC      | 7,53     |                | LREM           | 54,26          |                | RN             | 45,74          |
| Législatives 2022   | 3e                  |          | LFI-Nupes | 39,51    |          | RN       | 23,41    |          | Ren-Ens  | 15,10    |          | DVC      | 6,58     |                | LFI            | 61,93          |                | RN             | 38,07          |
| Législatives 2024   | 3e                  |          | LFI-NFP   | 50,02    |          | RN       | 34,85    |          | Ren-Ens  | 10,41    |          | DVG      | 1,75     | Pas de 2d tour | Pas de 2d tour | Pas de 2d tour | Pas de 2d tour | Pas de 2d tour | Pas de 2d tour |